# Radio El Día
Radio el Día, emisora situada en la Avenida Buenos Aires, 71, de la ciudad de Santa Cruz de Tenerife, nacida de la mano del Periódico El Día (Canarias), con una cobertura que abarcaba toda la Provincia de Santa Cruz de Tenerife. Sus emisiones cesaron el 31 de octubre de 2011, tras cerca de diez años de emisión, por no haber conseguido el grupo de comunicación El Día una frecuencia en el concurso de radiofrecuencias celebrado por el Gobierno de Canarias el año 2011. La emisora ofrecía una programación generalista mediante sus diales en la provincia de Santa Cruz de Tenerife.
Tuvo una importante labor al ser la única emisora que mantuvo informada a la población durante la crisis de la Tormenta Delta en el año 2005 (fue la única emisora de Santa Cruz de Tenerife que tuvo capacidad de emisión), y durante la Riada de Tenerife en el año 2002.
La programación de Radio el Día tenía como programas principales El Día por Delante, presentado por el periodista José Moreno; Protagonistas Tenerife, presentado por Raúl García y Jornada Deportiva, presentado por Oscar Herrera. Radio el Día contó con dos informativos principales, dirigidos por Sonnia Chinea y Enrique Cabrera. 
Asimismo, ofrecía programación los fines de semana, en donde lo más destacado fueron las retransmisiones deportivas. Dirigidas por Ventura González, en Radio el Día se podían seguir los partidos del Club Deportivo Tenerife, Tenerife Baloncesto o Socas Canarias, con las narraciones de Juanjo Ramos, Pablo Albelo, Beatriz García, José Barroso y Airam Gómez. Además, los domingos por la mañana se emitía Jornada Deportiva en Juego, con la presentación de José Barroso y la producción de Sandro Arrufat. 
Cabe destacar que Radio el Día era la emisora asociada en Tenerife de Punto Radio para la difusión de esta última en cadena.
De momento emite de forma irregular en TDT a la espera de que se resuelva su situación.